# Петровка (Тайиншинський район)
Петро́вка (каз. Петров) — село у складі Тайиншинського району Північноказахстанської області Казахстану. Входить до складу Чкаловського сільського округу, раніше було центром ліквідованої Петровської сільської ради.
Населення — 1204 особи (2021; 1505 у 2009, 1547 у 1999, 1994 у 1989).
Національний склад станом на 1989 рік:
- німці — 36 %
- поляки — 30 %.